# Tschaghtscharan (Distrikt)
Tschaghtscharan (Dari: ولسوالی چغچران) ist ein Distrikt in der afghanischen Provinz Ghor. Der Distrikt liegt in einer hochgelegenen Region Zentralafghanistans.
Seine raue Geographie, strenge Winter und die begrenzte Infrastruktur haben zur Herausbildung isolierter Gemeinschaften mit niedriger Alphabetisierungsrate geführt. Während Landwirtschaft und Viehzucht die Bevölkerung ernähren, haben Entwicklungsprojekte im 21. Jahrhundert begonnen, Verkehr, Wasserversorgung und kommunale Dienste zu verbessern. Reich an Überresten aus der Zeit der Ghuriden wie dem Minarett von Jam und antiken Festungen, bewahrt die Region ihre historische Bedeutung.

## Geschichte
Tschaghtscharan war historisch als Firozkoh bekannt und wurde im 12. Jahrhundert als Sommerhauptstadt der Ghuriden gegründet. Das ikonische, 65 m hohe Minarett von Jam wurde während der Regierungszeit von Sultan Ghiyath al-Din Muhammad in den 1190er-Jahren errichtet.
Im 13. Jahrhundert führten nachfolgende Invasionen der Mongolen zur Zerstörung Firozkohs, obwohl das Minarett überdauerte. Der Name Tschaghtscharan leitet sich im Dari von „Zelt“ (tschaght) und „Weide“ (scharan) ab und spiegelt die pastoralen Traditionen sowie das nomadische Erbe der Aimaq-Stämme wider.

## Geographie
Der Distrikt Tschaghtscharan liegt im westlichen Teil des Hindukusch-Gebirges auf etwa 2250 m über dem Meeresspiegel in Zentralafghanistan. Die Region erfährt strenge Winter, die den Zugang aufgrund von Schneefall oft blockieren. Das Gebiet wird vom Hari (Hiray) und vom Morghab entwässert, die Potenzial für Wasserkraft- und Bewässerungsprojekte bieten.

## Bevölkerung
Stand 2020 hatte der Distrikt Tschaghtscharan schätzungsweise 132.537 Einwohner und zählt damit zu den am dichtesten besiedelten Gebieten der Provinz Ghor. Die Provinz weist eine ethnische Zusammensetzung von etwa 58 % Tadschiken, 39 % Hazara und 3 % Paschtunen auf. Die Alphabetisierungsrate lag schätzungsweise bei 15 %, und nur etwa 16 % der Einwohner hatten Zugang zu Trinkwasser, während nur 6 % Zugang zu Elektrizität hatten.
Landwirtschaft und Viehzucht bilden die wirtschaftliche Basis von Tschaghtscharan; angebaut werden unter anderem Weizen, Gerste und Sesam. Wirtschaftliche Not hat junge Männer zur Arbeitsmigration nach Herat oder in Länder wie den Iran getrieben, und der Anbau von Opium-Mohn hat als lukrative Alternative wieder zugenommen. Die Gesundheitsversorgung umfasst ein Krankenhaus in Tschaghtscharan sowie ländliche Kliniken, obwohl der Zugang in entlegenen Gebieten sehr begrenzt bleibt. Die Bildungseinrichtungen in Ghor umfassen 293 Grundschulen, 58 weiterführende Schulen und 31 Oberschulen, doch behindern Infrastruktur- und Personalprobleme Fortschritte bei der Alphabetisierung. USAID und andere nichtstaatliche Initiativen haben im 21. Jahrhundert die Infrastruktur wie Straßen, Kanäle, Wasserbrunnen und weitere kommunale Dienste verbessert.